# 코시 정리 (군론)
군론에서 코시 정리(영어: Cauchy’s theorem)는 유한군의 크기의 소인수가 항상 어떤 원소의 위수라는 정리이다. 제1 쉴로브 정리의 특수한 경우이다.:324

## 정의
코시 정리에 따르면, 만약 소수 {\displaystyle p}가 유한군 {\displaystyle G}의 크기 {\displaystyle |G|}의 소인수라면, {\displaystyle G}는 위수가 {\displaystyle p}인 원소를 갖는다.:322
증명 1:
우선 {\displaystyle G}가 유한 아벨 군인 경우를 증명하자. 귀류법을 사용하여 {\displaystyle G}가 {\displaystyle p}차 원소를 가지지 않는다고 가정하자. 편의상 {\displaystyle G}가 최소 크기의 반례라고 하자. (즉, 크기가 {\displaystyle p}를 소인수로 하는, {\displaystyle G}보다 작은 크기의 모든 유한 아벨 군은 {\displaystyle p}차 원소를 갖는다.) 그렇다면 {\displaystyle G}는 순환군일 수 없다. (만약 {\displaystyle G}가 {\displaystyle g\in G}로 생성된 순환군이라면, {\displaystyle g^{|G|/p}}는 {\displaystyle G}의 {\displaystyle p}차 원소이며, 이는 모순이다.) 임의의 {\displaystyle 1\neq g\in G}를 취하자. {\displaystyle H}가 {\displaystyle g}로 생성된 순환군이라고 하자. 그렇다면 {\displaystyle H\neq G}이며, {\displaystyle p}는 {\displaystyle g}의 위수 {\displaystyle |H|}의 약수가 아니다. (만약 {\displaystyle p\mid |H|}라면, {\displaystyle H}가 {\displaystyle p}차 원소를 가지므로 모순이다.) 따라서 {\displaystyle p\mid |G|/|H|}이며, 또한 {\displaystyle |G|/|H|<|G|}이므로, 몫군 {\displaystyle G/H}은 {\displaystyle p}차 원소 {\displaystyle kH} ({\displaystyle k\in G})를 가진다. 즉, {\displaystyle k\not \in H}이며 {\displaystyle k^{p}\in H}이다. 이제 {\displaystyle k^{|H|}\in G}가 {\displaystyle p}차 원소임을 보이자. 우선
{\displaystyle (k^{|H|})^{p}=(k^{p})^{|H|}=1}
이므로 {\displaystyle k^{|H|}}의 위수는 1 또는 {\displaystyle p}이다. 만약 {\displaystyle k^{|H|}}의 위수가 1이라면, 즉 {\displaystyle k^{|H|}=1}이라면, {\displaystyle p}와 {\displaystyle |H|}은 서로소이므로 {\displaystyle 1=ap+b|H|}인 정수 {\displaystyle a,b}가 존재한다. 따라서
{\displaystyle k=k^{ap+b|H|}=k^{ap}\in H}
이며, 이는 모순이다. 즉, {\displaystyle k^{|H|}}의 위수는 {\displaystyle p}이다.
이제 {\displaystyle G}가 일반적인 유한군인 경우를 증명하자. 마찬가지로, {\displaystyle G}가 최소 크기의 반례라고 가정하자. (즉, 크기가 {\displaystyle p}를 소인수로 하는, {\displaystyle G}보다 작은 크기의 모든 유한군은 {\displaystyle p}차 원소를 갖는다.) {\displaystyle G}의 중심 {\displaystyle \operatorname {Z} (G)}은 {\displaystyle G}의 아벨 부분군을 이루므로, 위 증명에 따라 {\displaystyle \operatorname {Z} (G)\neq G}이며, 따라서 {\displaystyle p\nmid |{\operatorname {Z} (G)}|}이다. 켤레류 방정식
{\displaystyle |G|=|{\operatorname {Z} (G)}|+\sum _{g\in S}{\frac {|G|}{|{\operatorname {C} _{G}(g)}|}}}
을 생각하자. 여기서 {\displaystyle S\subseteq G\setminus \operatorname {Z} (G)}는 크기가 1이 아닌 켤레류들의 대표 원소들의 집합이며, {\displaystyle \operatorname {C} _{G}(g)}는 {\displaystyle g}에 대한 {\displaystyle G}의 중심화 부분군이다. {\displaystyle p\mid |G|}, {\displaystyle p\nmid |{\operatorname {Z} (G)}|}이므로, {\displaystyle p\mid |{\operatorname {C} _{G}(g)}|}인 {\displaystyle g\in S}가 존재한다. {\displaystyle |{\operatorname {C} _{G}(g)}|<|G|}이므로, {\displaystyle \operatorname {C} _{G}(g)}는 {\displaystyle p}차 원소를 가지며, 이는 모순이다.
증명 2:
{\displaystyle p}차 대칭군 {\displaystyle \operatorname {Sym} (p)} 속의 순환 {\displaystyle \sigma =(1~2~\cdots ~p)}으로 생성된, 크기 {\displaystyle p}의 순환군은 집합
{\displaystyle X=\{(g_{1},\dots ,g_{p})\in G^{p}\colon g_{1}\cdots g_{p}=1\}}
위에 다음과 같이 자연스럽게 작용한다.
{\displaystyle \sigma \cdot (g_{1},\dots ,g_{p})=(g_{\sigma (1)},\dots ,g_{\sigma (p)})=(g_{2},\dots ,g_{p},g_{1})}
궤도-안정자군 정리에 따라 이 군의 작용의 각 궤도의 크기는 1 또는 {\displaystyle p}이다. 크기 1의 궤도의 수는 {\displaystyle g^{p}=1}인 원소 {\displaystyle g\in G}의 수와 같다. 즉, {\displaystyle p}차 원소의 수와 1차 원소(항등원 {\displaystyle 1\in G})의 수의 합이며, 특히 이는 양의 정수이다. {\displaystyle X}의 각 원소는 그 앞의 {\displaystyle p-1}개의 성분으로 유일하게 결정되므로, {\displaystyle |X|=|G|^{p-1}}이며, 이는 {\displaystyle p}의 배수이다. 또한, 궤도들은 {\displaystyle X}를 분할하므로, 크기 {\displaystyle p}의 궤도들의 수의 {\displaystyle p}배와 크기 1의 궤도들의 수의 합은 {\displaystyle |X|=|G|^{p-1}}이다. 따라서 크기 1의 궤도의 수 역시 {\displaystyle p}의 배수이며, 특히 {\displaystyle p} 이상이다. 즉, 적어도 {\displaystyle p-1}개의 {\displaystyle p}차 원소가 존재한다.

## 역사
프랑스의 수학자 오귀스탱 루이 코시의 이름이 붙어 있다.

## 같이 보기
- 라그랑주 정리 (군론)
- 쉴로브 정리